# Bulbophyllum intertextum
Bulbophyllum intertextum es una especie de orquídea epifita  originaria de  	 África.

## Descripción
Es una orquídea de mediano tamaño, con hábitos epifita con una separación de 1 a 2 cm entre cada pseudobulbo  de color amarillo teñido de verde o rojo brillante-transparente,  ovoides a orbiculares, agrupados que llevan una sola hoja, elíptica, obtusa, que de pronto se estrecha abajo en la base cuneiforme. Florece en una inflorescencia de 5 a 7,5 cm de largo, erguida, basal, laxa con pocas a varias flores, delgadas y nervudas.

## Distribución y hábitat
Se encuentra en Angola, Camerún, Guinea Ecuatorial, Etiopía, Gabón, Guinea, Costa de Marfil, Kenia, Liberia, Malawi, Nigeria, Santo Tomé y Príncipe, Sierra Leona, Tanzania, Zaire, Zambia, Zimbabue y las Islas Seychelles en los bosques de hoja perenne en la cubierta de musgo de las ramas de los árboles en las elevaciones de 300 a 1.900 metros.

## Taxonomía
Bulbophyllum intertextum fue descrita por John Lindley y publicado en Journal of the Linnean Society, Botany 6: 127. 1862.
Etimología
Bulbophyllum: nombre genérico que se refiere a la forma de las hojas que es bulbosa.
intertextum: epíteto latino  que significa "entrelazada", donde se refiere  a las esteras densas que puede formar la planta.
Sinonimia
- Bulbophyllum amauryae Rendle
- Bulbophyllum intertextum var. parvilabium G.Will.
- Bulbophyllum pertenue Kraenzl.
- Bulbophyllum quintasii Rolfe
- Bulbophyllum seychellarum Rchb.f.
- Bulbophyllum triaristellum Kraenzl. & Schltr.
- Bulbophyllum usambarae Kraenzl.
- Bulbophyllum viride Rolfe
- Phyllorchis intertexta (Lindl.) Kuntze
- Phyllorchis seychellarum (Rchb. f.) Kuntze
- Phyllorkis intertexta (Lindl.) Kuntze
- Phyllorkis seychellarum (Rchb.f.) Kuntze[3][4]